# Tour Dile al Sol
Primera gira del grupo donostiarra, La Oreja de Van Gogh, que realizó tras la publicación de su primer álbum, Dile al sol.

## El Tour
Después de terminar la gira de promoción del disco se embarcaron en la que fue su primera gira y la más larga; fueron más de cien fechas las que concretaron entre noviembre de 1998 a noviembre de 1999. Los cinco seguían con sus estudios, así que en febrero de 1999 la gira tuvo que detenerse para que preparasen sus exámenes. Debido a que el repertorio de canciones del disco no alcanzaba a completar el concierto, se incluyeron canciones inéditas como "Siente en rosa", "Tu ausencia" y "Tic Tac". Estas dos últimas se incluirían en su segundo álbum como "Desde el puerto" y como el bonus track del disco respectivamente.
Cuando el disco salió a la venta realmente no tuvo un gran despunte en cuanto a ventas. Sin embargo, fue el hecho de haber recorrido casi toda la geografía española, además de México, lo que llevó al disco a vender 700.000 copias. Aproximadamente un millón de personas pudo disfrutar de su directo. 
A mediados de gira el grupo Los Piratas acompañaba al grupo como telonero y, en ocasiones, subían ambos grupos al escenario para tocar alguna canción en vivo; de igual manera acompañaron a Hombres G en parte de la gira.
| Repertorio España y México |
| --- |
| Setlist 1. Intro 2. Pesadilla 3. Siente en rosa* 4. Viejo cuento 5. Soñaré 6. Tu Ausencia * 7. Dile al sol 8. Lloran piedras Inicio SET ACÚSTICO 1. La carta 2. Tic Tac* 3. El libro 4. Cuéntame al oído Final SET ACÚSTICO 1. Qué puedo pedir 2. Dos cristales 3. Déjate llevar * 4. El 28 5. La estrella y la luna 6. Chiquitita (cover de ABBA) * Las canciones marcadas con un *, son aquellas que el grupo anexo al repertorio y esto es lo que cabe destacar de cada una de ellas: - Siente en rosa: inédita de este primer álbum. Nunca salió a la luz alguna grabación de estudio de esta canción, solo se conserva el audio de un concierto. - Tu ausencia: otra de las inéditas de este álbum. Fue integrada 2 años más tarde a su 2° álbum de estudio, 'El Viaje De Copperpot' (2000), bajo el nombre de 'Desde el puerto'. - Tic tac: una inédita más. 2° canción incluida dentro del set acústico. Al igual de que 'Tu ausencia', fue integrada en 'El Viaje De Copperpot', como bonus track, precedida por 'Desde el puerto' y 5 minutos del sonido del viento (1 minuto por cada miembro del grupo). - Déjate llevar: otra de las inéditas de este disco. Se incluyó 8 años más tarde en 'Más Guapa' (2006), álbum doble que recopilaba el disco de Guapa (2006) más otro disco con 11 canciones inéditas y 3 maquetas. También incluida en los CD singles de 'El 28', 'Dile al Sol', 'La Estrella y la Luna'. - Chiquitita: cover del famoso tema del grupo ABBA con el cual concluían cada presentación. |

## Fechas de la gira
| España                   |                                                 |
| 7 de noviembre de 1998   | Villanueva de Alcardete (Toledo)                |
| 11 de noviembre de 1998  | Barcelona                                       |
| 18 de noviembre de 1998  | Valladolid                                      |
| 19 de noviembre de 1998  | Salamanca                                       |
| 20 de noviembre de 1998  | León                                            |
| 21 de noviembre de 1998  | Vigo                                            |
| 27 de noviembre de 1998  | Barcelona                                       |
| 28 de noviembre de 1998  | Madrid                                          |
| 1 de diciembre de 1998   | Barcelona                                       |
| 3 de diciembre de 1998   | Valencia                                        |
| 4 de diciembre de 1998   | Torrevieja (Alicante)                           |
| 5 de diciembre de 1998   | Alicante                                        |
| 6 de diciembre de 1998   | Mazarrón (Murcia)                               |
| 10 de diciembre de 1998  | Granada                                         |
| 11 de diciembre de 1998  | Sevilla                                         |
| 18 de diciembre de 1998  | Mérida (Badajoz)                                |
| 19 de diciembre de 1998  | Huesca                                          |
| 23 de diciembre de 1998  | Bilbao (Vizcaya)                                |
| 26 de diciembre de 1998  | Vilasar de Dalt (Barcelona)                     |
| 28 de diciembre de 1998  | Burgos                                          |
| 29 de diciembre de 1998  | Orense                                          |
| 30 de diciembre de 1998  | Zamora                                          |
| 2 de enero de 1999       | Seo de Urgel (Lérida)                           |
| 4 de enero de 1999       | Logroño (La Rioja)                              |
| 8 de enero de 1999       | Lorca (Murcia)                                  |
| 9 de enero de 1999       | Fraga (Huesca)                                  |
| 16 de enero de 1999      | Manresa (Barcelona)                             |
| 27 de marzo de 1999      | Santa Cruz de Tenerife (Santa Cruz de Tenerife) |
| 28 de marzo de 1999      | Las Palmas de Gran Canaria (Las Palmas)         |
| 30 de marzo de 1999      | Arrecife (Las Palmas)                           |
| 9 de abril de 1999       | Madrid                                          |
| 21 de abril de 1999      | Valencia                                        |
| 24 de abril de 1999      | Pamplona (Navarra)                              |
| 27 de abril de 1999      | Alicante                                        |
| 1 de mayo de 1999        | Tarragona                                       |
| 7 de mayo de 1999        | Madrid                                          |
| 8 de mayo de 1999        | Córdoba                                         |
| 10 de mayo de 1999       | Lérida                                          |
| 13 de mayo de 1999       | Granada                                         |
| 14 de mayo de 1999       | Cádiz                                           |
| 15 de mayo de 1999       | Córdoba                                         |
| 16 de mayo de 1999       | Toledo                                          |
| 17 de mayo de 1999       | Toledo                                          |
| 20 de mayo de 1999       | Barcelona                                       |
| 22 de mayo de 1999       | Madrid                                          |
| 23 de mayo de 1999       | Palencia                                        |
| 28 de mayo de 1999       | San Fernando de Henares (Madrid)                |
| 29 de mayo de 1999       | Alicante                                        |
| 30 de mayo de 1999       | Villarobledo (Albacete)                         |
| 1 de junio de 1999       | Gijón (Asturias)                                |
| 3 de junio de 1999       | Toledo                                          |
| 4 de junio de 1999       | Málaga                                          |
| 5 de junio de 1999       | Ceuta                                           |
| 10 de junio de 1999      | Sevilla                                         |
| 12 de junio de 1999      | Palencia                                        |
| 18 de junio de 1999      | Badajoz                                         |
| 19 de junio de 1999      | Segovia                                         |
| 23 de junio de 1999      | Madrid                                          |
| 24 de junio de 1999      | Albacete                                        |
| 25 de junio de 1999      | Jaén                                            |
| 26 de junio de 1999      | Palma de Mallorca (Mallorca)                    |
| 27 de junio de 1999      | Barcelona                                       |
| 2 de julio de 1999       | San Sebastián (Guipúzcoa)                       |
| 3 de julio de 1999       | Huesca                                          |
| 5 de julio de 1999       | Teruel                                          |
| 9 de julio de 1999       | Gerona                                          |
| 12 de julio de 1999      | La Coruña                                       |
| 16 de julio de 1999      | Ciudad Real                                     |
| 17 de julio de 1999      | Pamplona (Navarra)                              |
| 21 de julio de 1999      | Valencia                                        |
| 23 de julio de 1999      | Murcia                                          |
| 24 de julio de 1999      | Murcia                                          |
| 30 de julio de 1999      | Almería                                         |
| 31 de julio de 1999      | Cádiz                                           |
| 1 de agosto de 1999      | Sevilla                                         |
| 4 de agosto de 1999      | Vitoria (Álava)                                 |
| 5 de agosto de 1999      | Santander (Cantabria)                           |
| 8 de agosto de 1999      | Pontevedra                                      |
| 10 de agosto de 1999     | Granada                                         |
| 12 de agosto de 1999     | Alicante                                        |
| 13 de agosto de 1999     | Alicante                                        |
| 14 de agosto de 1999     | Valencia                                        |
| 15 de agosto de 1999     | Murcia                                          |
| 18 de agosto de 1999     | Ibiza (Ibiza)                                   |
| 20 de agosto de 1999     | Málaga                                          |
| 23 de agosto de 1999     | Madrid                                          |
| 24 de agosto de 1999     | Castellón de la Plana (Castellón)               |
| 25 de agosto de 1999     | Valencia                                        |
| 26 de agosto de 1999     | Palma de Mallorca (Mallorca)                    |
| 28 de agosto de 1999     | Córdoba                                         |
| 1 de septiembre de 1999  | Barcelona                                       |
| 3 de septiembre de 1999  | Alicante                                        |
| 4 de septiembre de 1999  | Madrid                                          |
| 5 de septiembre de 1999  | Barcelona                                       |
| 10 de septiembre de 1999 | Barcelona                                       |
| 11 de septiembre de 1999 | Teruel                                          |
| 12 de septiembre de 1999 | Murcia                                          |
| 15 de septiembre de 1999 | Guadalajara                                     |
| 16 de septiembre de 1999 | Fuenlabrada (Madrid)                            |
| 18 de septiembre de 1999 | Oviedo (Asturias)                               |
| 30 de septiembre de 1999 | Alicante                                        |
| 1 de octubre de 1999     | Barcelona                                       |
| 8 de octubre de 1999     | Jaén                                            |
| 13 de noviembre de 1999  | San Sebastián (Guipúzcoa)                       |
| 15 de noviembre de 1999  | Vigo (Pontevedra)                               |

## Formación de la banda
- Amaia Montero - Voz
- Pablo Benegas - Guitarra eléctrica
- Haritz Garde - Batería
- Álvaro Fuentes - Bajo
- Xabi San Martín - Teclados

## Otros Conciertos
- 11/02/99 Concierto Básico 1999 Madrid (12 Canciones)
- 15/11/99 Xacobeo, Vigo Vigo (12 Canciones)
- 16/12/99 Concierto Solidarios 40 Principales Madrid (8 Canciones)